# François-Marie Daudin

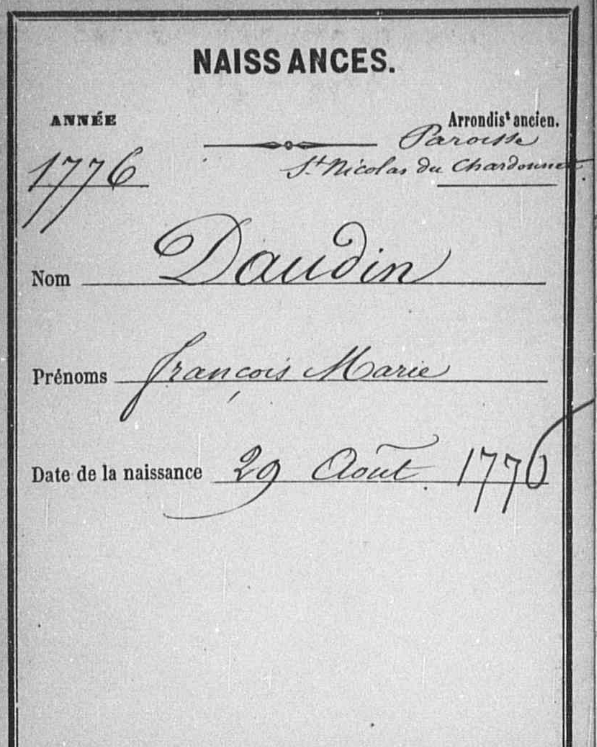
Geburtsurkunde François Marie Daudin 29. August 1776

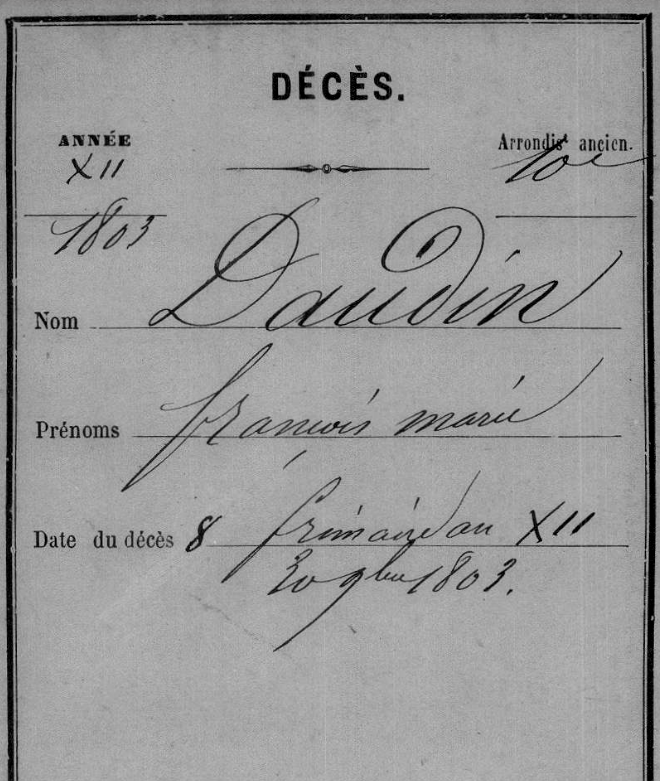
Todeseintrag von François-Marie Daudin in Paris 8. Frimaire XII (entspricht 30. November 1803)

François-Marie Daudin (* 29. August 1776 in Paris; † 30. November 1803 ebenda) war ein französischer Zoologe.

## Leben und Wirken
Daudin war von Kindheit an gelähmt und wandte sich dem Studium der Naturgeschichte zu. Er starb früh an Tuberkulose.
Daudin schrieb eine Einführung in die Ornithologie, Traité élémentaire et complet d’ornithologie (1800, 2 Bände) und seine Histoire naturelle, générale et particulière des reptiles (1802–05, 8 Bände) im Rahmen der Sonnini-Ausgabe von Buffons Naturgeschichte galt als Standardwerk und zu seiner Zeit vollständigstes Werk über Reptilien. Er beschrieb darin nach eigenen Angaben 517 Arten basierend auf 1100 Exemplaren, darunter einige Erstbeschreibungen (allein 55 Arten von Reptilien). Das waren dreimal mehr Arten als in dem zuvor erschienenen Werk von Bernard Germain Lacépède.

## Dedikationsnamen

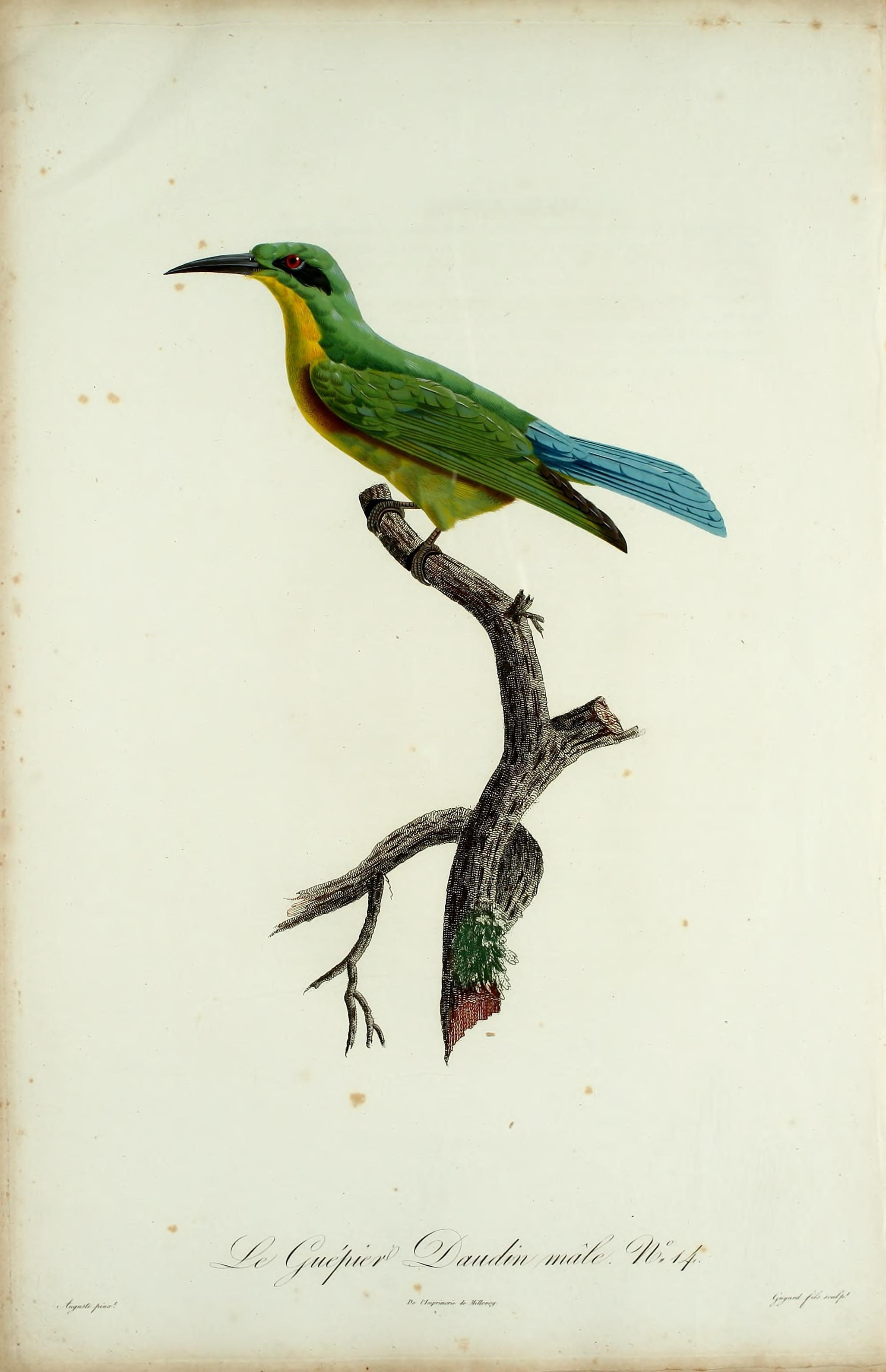
Le Guêpier Daudin

André Marie Constant Duméril und Gabriel Bibron benannten 1835 eine Schildkrötenart Testudo daudinii, die heute als ausgestorbene Unterart der Aldabra-Riesenschildkröte (Aldabrachelys gigantea daudinii) von den Seychellen geführt wird. Im Jahr 1807 nannte François Levaillant (1753–1824) den Blauschwanzspint (Merops philippinus) Le Guêpier Daudin zu Ehren Daudins. Bertha Lutz nannte 1973 eine Froschart Hyla daudini, ein Name der heute als Synonym für Hypsiboas boans gilt. Sie vergab den Namen, da aus ihrer Sicht Daudin 1802 den Namen Hyla Boans falsch verwendet hatte. Bei der von Blasius Merrem 1820 beschriebenen Art Colobus Daudini (bei Daudin Chalcides monodactylus) handelt es sich um ein Synonym für Bachia flavescens (Bonnaterre, 1789).

## Schriften
- Recueil de memoires ... sur les Mollusques, de Vers et les Zoophytes. Paris 1806
- Histoire naturelle des rainettes, des grenouilles et des crapauds: dédiée à B.G.E.L. Lacépède. De l’Imprimerie de Bertrandet, Paris 1802 (online [abgerufen am 27. November 2015]).
- Histoire naturelle, générale et particulière, des reptiles. 8 Bände, Dufart, Paris 1801 bis 1803, Biodiversity Library
- Recueil de mémoires et de notes sur des espèces inédites ou peu connues de mollusques, de vers et de zoophytes. Fuchs, Treuttel & Wurtz, Paris 1800.
- Traité élémentaire et complet d'ornithologie ou Histoire naturelle des oiseaux. Bertrandet, Paris 1800.